# Vuelta de Gravataí 2010
La 7.ª edición de la Vuelta de Gravataí se disputó entre el 14 y el 18 de abril de 2010.
Incluida en el UCI America Tour, por segundo año consecutivo, el recorrido constó de 5 etapas y aproximadamente 720 km siendo la 2.ª, la etapa reina con llegada en Cambará do Sul luego de un ascenso de 22 km.
En esa 2.ª etapa prácticamente se definió la carrera. Se destacaron (como escaladores que son) los colombianos del EPM-UNE, fugándose en ese último puerto Juan Pablo Suárez y Jaime Castañeda y llegando a meta con ventaja de 1' 27" sobre el 3º, Antonio Nascimento. Suárez ganó la etapa y con la bonificación obtenida quedó como líder de la carrera con 4" de ventaja sobre su compañero Castañeda.
Finalmente el ganador de la clasificación individual fue Jaime Castañeda, quién logró la victoria al ingresar 2º y bonificar tiempo en el sprint final de la última etapa y así superar a su compañero Juan Pablo Suárez que había quedado retrasado en los últimos 3 kilómetros de la etapa.
El EPM-UNE conquistó además la clasificación por equipos, quedando en poder de los brasileños Antonio Nascimento y Roberto Pinheiro las clasificaciones de montaña y por puntos respectivamente.

## Etapas
| Etapa | Fecha       | Recorrido             | Km    | Ganador de la etapa  | Líder                |
| 1.ª   | 14 de abril | Gravataí-Torres       | 178,5 | Julián Muñoz Giraldo | Julián Muñoz Giraldo |
| 2.ª   | 15 de abril | Torres-Cambará do Sul | 135,1 | Juan Pablo Suárez    | Juan Pablo Suárez    |
| 3.ª   | 16 de abril | Cambará do Sul-Canela | 160,9 | Jair dos Santos      | Juan Pablo Suárez    |
| 4.ª   | 17 de abril | Canela-Gravataí       | 107   | Roberto Pinheiro     | Juan Pablo Suárez    |
| 5.ª   | 18 de abril | Gravataí-Gravataí     | 140   | Roberto Pinheiro     | Jaime Castañeda      |

## Clasificaciones finales
Las clasificaciones generales culminaron de la siguiente manera:

### Clasificación individual
| Posición | Ciclista           | Equipo                             | Tiempo      |
| -------- | ------------------ | ---------------------------------- | ----------- |
| 1º       | Jaime Castañeda    | EPM-UNE                            | 17h 54' 44" |
| 2º       | Juan Pablo Suárez  | EPM-UNE                            | + 2"        |
| 3º       | Antonio Nascimento | GRCE/Memorial/Santos               | + 1' 35"    |
| 4º       | Renato Seabra      | Clube DataRo de Ciclismo           | + 2' 01"    |
| 5º       | Giovanni Báez      | EPM-UNE                            | + 2' 07"    |
| 6º       | Mauricio Morandi   | Scott-Marcondes César              | + 2' 38"    |
| 7º       | Jair dos Santos    | CESC/Kuruma/Calypso                | + 2' 57"    |
| 8º       | Jeovane Oliveira   | São Francisco Saúde/Ribeirão Preto | + 3' 27"    |
| 9º       | Stiber Ortiz       | EPM-UNE                            | + 3' 41"    |
| 10º      | Rogério Silva      | CESC/Kuruma/Calypso                | + 3' 57"    |

### Clasificación montaña
| Posición | Ciclista           | Equipo               | Puntos |
| -------- | ------------------ | -------------------- | ------ |
| 1º       | Antonio Nascimento | GREC Memorial/Santos | 19     |
| 2º       | Eduardo Pinheiro   | GREC Memorial/Santos | 17     |
| 3º       | Jair Dos Santos    | CESC/Kuruna/Calypso  | 15     |

### Clasificación por puntos
| Posición | Ciclista           | Equipo                 | Puntos |
| -------- | ------------------ | ---------------------- | ------ |
| 1º       | Roberto Pinheiro   | Funvic-Pindamonhangaba | 27     |
| 2º       | Jaime Castañeda    | EPM-UNE                | 26     |
| 3º       | Antonio Nascimento | GREC Memorial/Santos   | 22     |

### Clasificación por equipos
| Posición | Equipo                | Tiempo      |
| -------- | --------------------- | ----------- |
| 1º       | EPM-UNE               | 53h 47' 01" |
| 2º       | Scott-Marcondes César | + 8' 27"    |
| 3º       | GRCE/Memorial/Santos  | + 8' 44"    |